# Christian Ferdinand von Richthofen
Christian Ferdinand Freiherr von Richthofen (geb. 18. September 1743 auf Gut Jenkau (Schlesien); gest. 27. Februar 1813 in Ober-Stanowitz) war ein preußischer Rittmeister und Landrat.

## Herkunft
Christian Ferdinand Freiherr von Richthofen war Angehöriger des deutschen Adelsgeschlechts Richthofen. Er war ein Sohn von Samuel Freiherr von Richthofen (1700–1754), Erbherr auf Berthelsdorf, Rauske, Nieder-Prischwitz, Stranitz und Sannerwalde und dessen Ehefrau Johanne Elisabeth (1707–1772), geb. Freiin von Heintze und Weißenrode. Aus der Ehe gingen insgesamt 11 Kinder hervor.

## Werdegang
Christian Ferdinand trat 1757 in das preußisches Heer ein, wo er im Kürassier-Regiment Nr. 7 von Manstein bis zum Rang eines Rittmeisters aufstieg. Nachdem er nach einem Sturz vom Pferd Dienstunfähig geworden, nahm er seinen Abschied vom Militärdienst. Am 15. August 1763 bat er um die venia aetatis, um das Gut Berthelsdorf von seinem Vater übernehmen zu können, das bis dahin von seiner Mutter verwaltet wurde. Im Juli 1775 wurde er zum Nachfolger von Hans Wolff von Falckenhayn als Landrat des Kreises Striegau ernannt. Im Oktober 1790 erbat er sich eine Zulage von 300 Talern zu seinem Gehalt, sowie um den Pour le Mérite, der ihm 1759 von General von Finck versprochen worden sein soll. Als Grund für die Erhöhung des Salärs nannte er die sieben Kinder, die er zu versorgen hätte. Das Amt als Landrat übte er bis zu seinem Tod im Jahr 1813 aus, Nachfolger wurde Sigismund von Hocke.

## Familie
Christian Ferdinand Freiherr von Richthofen war seit 1765 in erster Ehe mit Eleonore Charlotte (1741–1781), geb. von Ferentheil und Gruppenberg verheiratet. Durch sie kam das Gut Grottky in die Ehe.
Die Kinder aus dieser Ehe waren:
- Johanne Eleonore (1767–1815)
- Johanne Gottliebe Renate (1771–1828)
- Charlotte Wilhelmine (1773–1819)
- Benjamin (1781–1803)

In zweiter Ehe vermählte er sich 1781 mit Henriette (1747–1809), geb. von Czettritz und Neuhaus, verwitwete von Nostiz. Sie brachte das seit 1770 in ihrem Besitz befindliche Gut Ober-Stanowitz mit in die Ehe, wo sich beide niederließen. Aus dieser Ehe gingen drei weitere Söhne hervor. Für seine vier Söhne stiftete er Majorate in Höhe von 100.000 Talern.